# Alaksiej Janowicz
Alaksiej Alaksandrawicz Janowicz (biał. Аляксей Аляксандравіч Яновіч, ros. Алексей Александрович Янович, Aleksiej Aleksandrowicz Janowicz; ur. 18 grudnia 1939 w Zaczepiczach w powiecie lidzkim) – białoruski agronom, komunistyczny działacz partyjny i polityk, deputowany do Rady Najwyższej Republiki Białorusi XIII kadencji, w latach 1996–2000 deputowany do Izby Reprezentantów Zgromadzenia Narodowego Republiki Białorusi I kadencji.

## Życiorys

### Młodość i praca
Urodził się 18 grudnia 1939 roku we wsi Zaczepicze, w powiecie lidzkim obwodu baranowickiego Białoruskiej SRR, ZSRR. W 1961 roku ukończył Grodzieński Instytut Gospodarstwa Wiejskiego, a następnie zaocznie Wyższą Szkołę Partyjną przy KC KPZR. W latach 1961–1967 pracował jako starszy, główny agronom w Wydziale Rolnictwa Grodzieńskiego Obwodowego Komitetu Wykonawczego. W latach 1967–1969 był zastępcą kierownika Wydziału Rolnictwa Grodzieńskiego Komitetu Obwodowego Komunistycznej Partii Białorusi (KPB). W latach 1969–1980 pełnił funkcję I sekretarza Korelickiego Komitetu Rejonowego KPB. W latach 1980–1982 pracował jako zastępca przewodniczącego Grodzieńskiego Obwodowego Komitetu Wykonawczego. W latach 1982–1985 był kierownikiem Wydziału Rolnictwa i Przemysłu Spożywczego Komitetu Centralnego KPB. W latach 1985–1987 pełnił funkcję przewodniczącego Mohylewskiego Obwodowego Komitetu Wykonawczego. W latach 1987–1989 pracował jako inspektor w Wydziale Organizacyjnym Komitetu Centralnego Komunistycznej Partii Związku Radzieckiego. W latach 1989–1992 był kierownikiem wydziału, I zastępcą szefa Sekretariatu Rady Najwyższej ZSRR. W 1992 roku pełnił funkcję zastępcy stałego przedstawiciela Republiki Białorusi w Federacji Rosyjskiej w Moskwie. Od 1992 roku pracował jako szef Zarządu Kompleksu Rolniczo-Przemysłowego w Radzie Ministrów Republiki Białorusi. W 1995 roku był kierownikiem Sekretariatu Zastępcy Premiera Republiki Białorusi.

### Działalność parlamentarna
W drugiej turze wyborów parlamentarnych 28 maja 1995 roku został wybrany na deputowanego do Rady Najwyższej Republiki Białorusi XIII kadencji z korelickiego okręgu wyborczego nr 132. 9 stycznia 1996 roku został zaprzysiężony na deputowanego. Od 23 stycznia pełnił w Radzie Najwyższej funkcję członka Stałej Komisji ds. Budżetu, Podatków, Banków i Finansów. Był bezpartyjny. Poparł dokonaną przez prezydenta Alaksandra Łukaszenkę kontrowersyjną i częściowo nieuznaną międzynarodowo zmianę konstytucji. 27 listopada 1996 roku przestał uczestniczyć w pracach Rady Najwyższej i wszedł w skład utworzonej przez prezydenta Izby Reprezentantów Zgromadzenia Narodowego Republiki Białorusi I kadencji. Pełnił w niej funkcję członka Komisji ds. Rolnych. Zgodnie z Konstytucją Białorusi z 1994 roku jego mandat deputowanego do Rady Najwyższej zakończył się 9 stycznia 2001 roku; kolejne wybory do tego organu jednak nigdy się nie odbyły. Jego kadencja w Izbie Reprezentantów zakończyła się 21 listopada 2000 roku.

## Odznaczenia
- Order Rewolucji Październikowej (ZSRR);
- dwa Ordery Czerwonego Sztandaru Pracy (ZSRR);
- Medal „Za pracowniczą wybitność” (ZSRR);
- Medal „Za rozwój dziewiczych ziem” (ZSRR)[2].

## Życie prywatne
Alaksiej Janowicz jest żonaty. W 1995 roku mieszkał w Mińsku.